# Перевалы Бутана
Бутан находится между южным склоном Большого Гималайского Хребта и рекой Брахмапутра (в Ассаме) и разрезается реками, текущими как правило с севера на юг.
Реки разделяются горными хребтами, через которые имеется достаточно мало удобных перевалов.
Через наиболее важные перевалы проходят стратегические автомобильные дороги или вьючные тропы. Перевалы называются на дзонгка и на тибетском языке «ла». На перевалах, как правило, установлены чортены и молитвенные флаги, отчего они заметны издалека.

## Автомобильные перевалы
Автомобильные перевалы высотой до 4000 м связывают между собой разные части Бутана.
Один из самых высоких автомобильных перевалов — Челе-ла, идущий между долиной Паро и долиной Хаа. Высота перевала 3780 м.

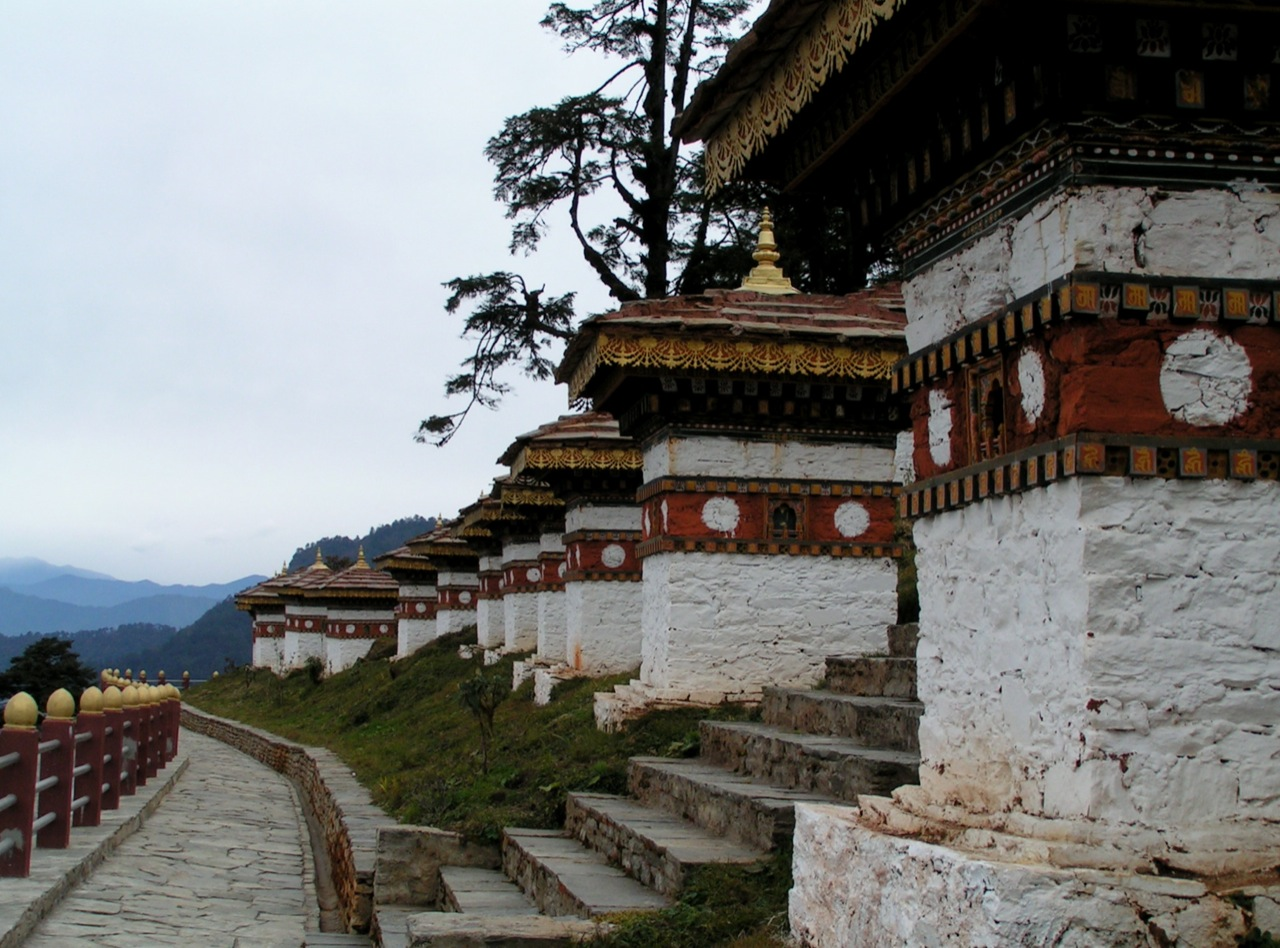
Часть из 108 чортенов, установленных на перевале Дочу-ла

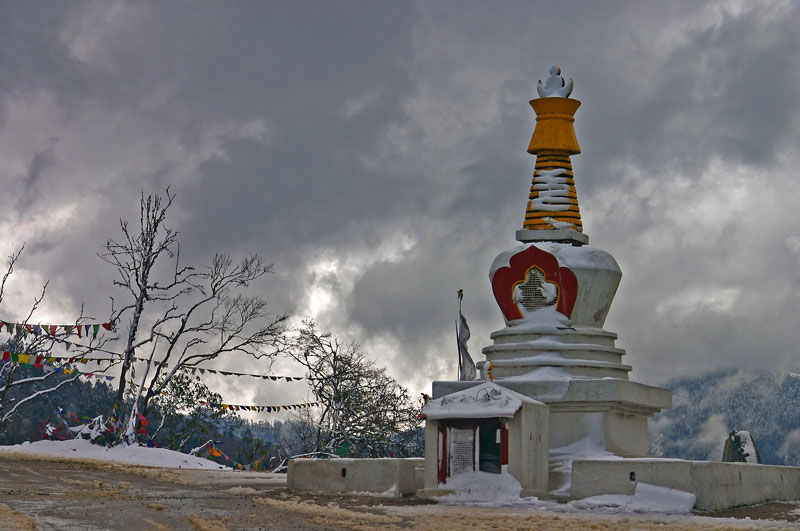
Снежная буря над перевалом Пеле-ла

Перевал Дочу-ла высотой 3116 м находится на шоссе от Тхимпху до Вангди-Пходранга. На этом перевале установлено 108 чортенов в ознаменование выдворения из страны боевиков Ассамского сопротивления (см. Операция Бутана против ассамского сопротивления).
По шоссе от Вангди-Пходранга в Тонгса находится перевал Пеле-ла через Чёрные Горы высотой 3390 м. Это практически единственный перевал, связывающий восточную и западную часть страны.
Далее по шоссе от Тонгса до Джакара (Бумтанг) расположен перевал Ютонг-ла (3425 м).
Долина Ура отделена от Джакара перевалом Шейтанг-ла (3573 м), на котором установлена стена «мани» (с изображеними буддийских идамов и молитвенными колёсами) и откуда открывается вид на вершину Гангкхар Пуенсум.
Далее дорога от Ура до Монгара проходит через Вангтанг-ла (3300 м) и Трумшинг-ла (3750 м), далее после Монгара известен перевал Кори-ла высотой 2298 м по дороге на Трашиганг.

## Стратегические перевалы сТибетом

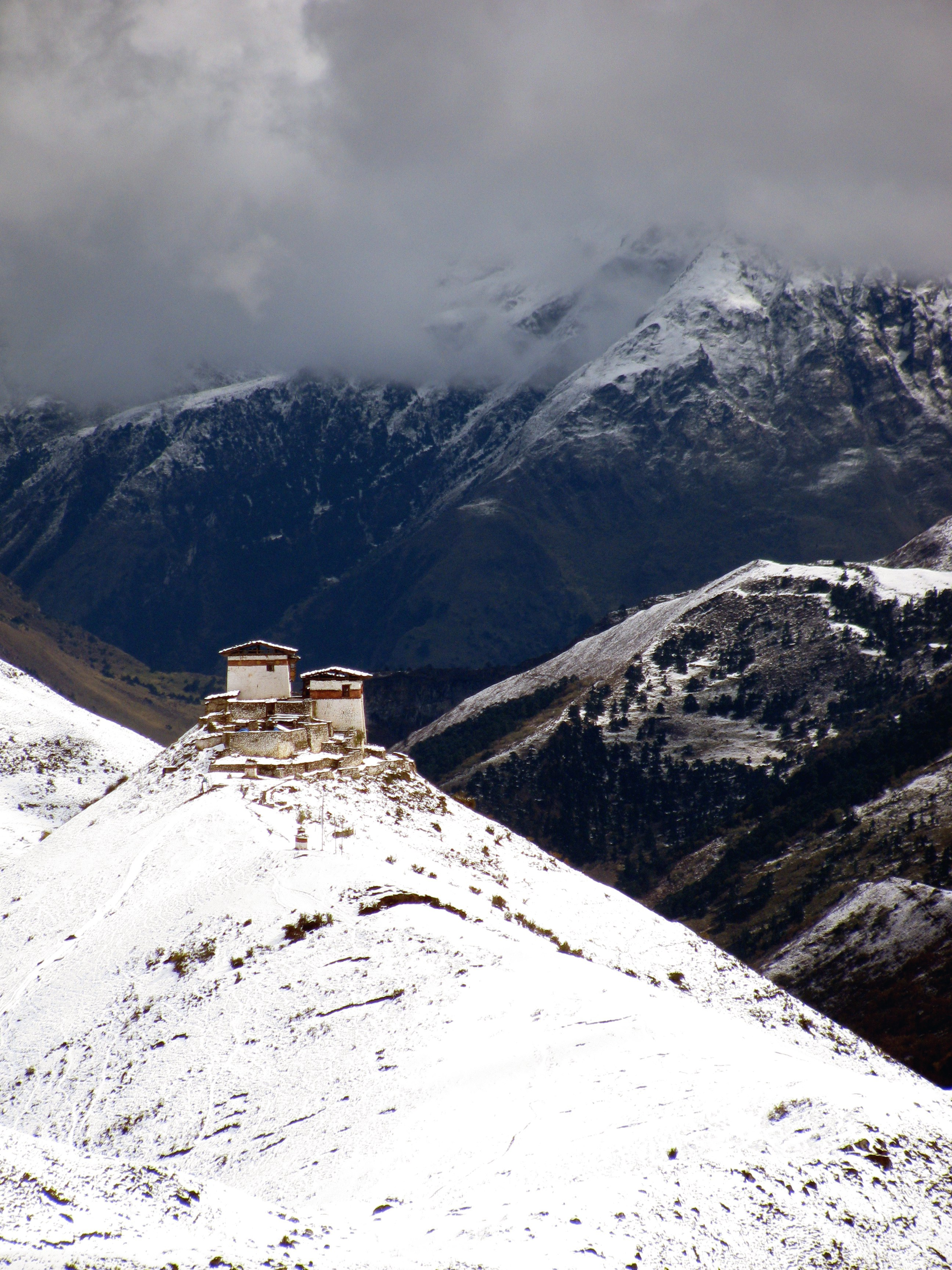
Лингжи-дзонг

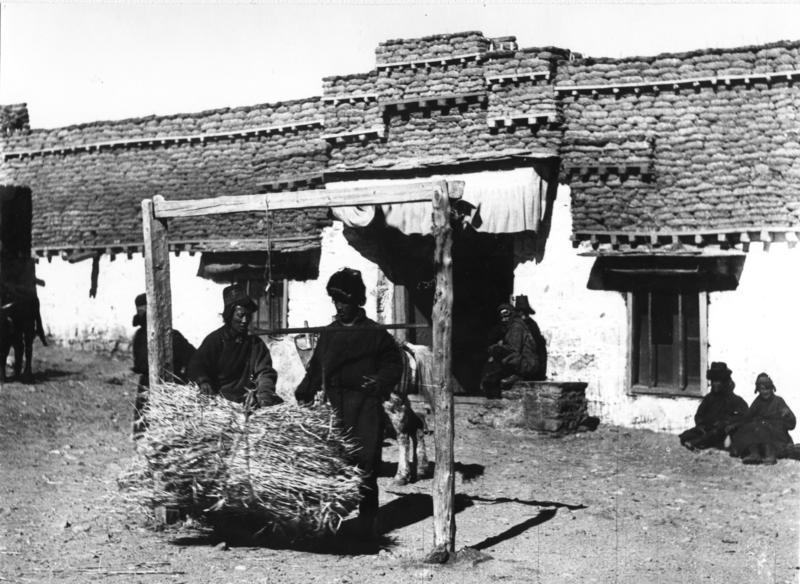
Дзонг в Пагри

Автомобильная дорога между Бутаном и Тибетом отсутствует, однако через Большой Гималайский Хребет всегда имелись тропы, по которым осуществлялось сообщение с Тибетом, ряд из них имеют большое историческое значение. С тибетской стороны расположено высокое плоскогорье (высотой 4500 — 5000 м), откуда перевалы кажутся невысокими, и недалеко от перевалов проложены китайские дороги. С бутанской стороны перевалы находятся в удалённых местах и требуют иногда нескольких дней трудного подъёма. Бутанская сторона не заинтересована в развитии торговли с Китаем, боясь наплыва дешёвых китайских товаров, и стремится к изоляции. Тем не менее, контрабандные товары из Тибета проникают в Бутан, хотя и в ограниченном количестве, в частности алкоголь и сигареты.
Наиболее удобная тропа ведёт от Паро через Друкгьял-дзонг через перевал Тремо-ла в Пагри (Фари) на высоте 4300 м, уже на тибетской территории, до Пагри идти всего 5 км. Перевал Тремо-ла высотой 4708 м (27°41′57″ с. ш. 89°11′20″ в. д.) находится к юго-западу от горы Джомолхари. Через этот перевал проходила основная караванная дорога из Бутана в Тибет, которая в Пагри сливалась с трактом из Индии в Тибет. Сейчас перевал закрыт и проход через него запрещён.
Восточнее Джомолхари есть другой перевал в Тибет — Лингжи-ла высотой около 4900 м 27°57′09″ с. ш. 89°26′11″ в. д., к которому ведёт тропа через Лингжи-дзонг. Спуск с перевала в Тибет ведёт к плоскогорью высотой 4500 м, примерно в 20 км находится шоссе из Индии (от Пагри в Гьянце) и озеро Доченцо.
От Лая в Тибет поднимается также труднопроходимая тропа с перевалом высотой 5150 м 28°10′18″ с. ш. 89°38′13″ в. д..
Трудный перевал Мон-ла Качунг 28°03′27″ с. ш. 90°44′07″ в. д. высотой около 5450 м проходит в верховьях реки Бумтанг, путь требует преодоления ледников, это короткий, но рискованный путь в Лхаса. Этот путь имел огромное стратегическое значение для восточного Бутана, когда полунезависимые княжества могли организовывать собственные связи с Тибетом.
Об историческом значении этих перевалов для контактов Бутана с Тибетом пишут английские источники XIX и начала XX века.
В восточной части страны, выше Лхунце река Куру-Чу прорезает ущелье в Гималаях на высоте 2380 м. Хотя само ущелье труднопроходимо, с запада и востока от него существуют тропы через сравнительно невысокие перевалы, по которым можно подняться в Тибет к городу Лхаканг-дзонг (Lhakangzhen)28°06′48″ с. ш. 91°07′20″ в. д.
От города Трашиянгце на северо-востоке Бутана поднимается тропа к перевалу Ме-ла высотой 4573 и 27°55′03″ с. ш. 91°32′53″ в. д.. В этой же местности ещё восточнее есть ещё несколько несложных троп через перевалы в Тибет.

## Внутренние перевалы на вьючных тропах и туристских маршрутах
См. также Туризм в Бутане.
За поддержанием состояния вьючных троп следит правительство. Некоторые перевалы — единственная возможность доступа в удалённые районы (такие как Лунана). Перевалы открыты сезонно, лучшее время перехода — осень. Зимой выпадает снег и проход через них закрывается.
На тропе Джомолхари находится перевал Нгиле-ла высотой 4864 м, 27°48′33″ с. ш. 89°23′17″ в. д., через который проходит вьючная тропа в Лингжи-дзонг
.
Дорога на Тхимпху проходит через перевал Йели-ла 27°45′57″ с. ш. 89°26′37″ в. д. высотой 4900 м.
В другую сторону, по дороге в Лая после нескольких сравнительно небольших перевалов приходится преодолевать высокий перевал Синче-ла высотой 5005 м 27°45′57″ с. ш. 89°33′30″ в. д., за которым открывается спуск в плодородную долину Лая, от которой по реке можно спуститься в Гаса.
Дорогу вдоль Большого Гималайского хребта можно продолжать дальше по вьючной тропе в Лунана, основному пути прохода в эту долину. Тропа Снежного Человека от Гаса или Лая проходит в высокогорную область через перевал Цемо-ла высотой 4905 м, после которого почти без спуска следует ещё один перевал Гангла-Качунг-ла (5150 м) 28°03′02″ с. ш. 89°52′11″ в. д. под горой Гангла-Качунг высотой 6395 м. Отсюда спуск ведёт в долину реки Западной По-чу, принадлежащей уже области Лунана.
Сообщение между долинами западной и восточной По-чу в Лунане происходит через перевал Кеша-ла 28°00′48″ с. ш. 90°02′19″ в. д. высотой 4660 м, расположенном над озером.
От долины Лунана идёт Тропа Снежного Человека к Чендебджи-чортену через несколько перевалов. Перевал Синтиа-ла высотой 5175 м приводит на высокогорное плато со множеством озёр. За ним следует перевал Лоджу-ла высотой 5145. Перевал Ринчен-Зо-Ла высотой 5326 м открывает путь в изолированную долину реки Тамше-Чу. Этот путь очень труден для вьючных животных. Перевал Тампе-ла высотой 4665 м, который приводит в другую долину на восточном склоне Чёрных гор.